# Lijnen (lied)
Lijnen is een compositie uit 2003 van de Estse componiste Helena Tulve. Het is geschreven voor sopraan en kamerensemble en betreft een toonzetting van een viertal gedichten van Roland Jooris, waarbij aan het laatste gedicht de naam van deze compositie is ontleend.
Het stuk is opgedragen aan György Ligeti bij wie zij ooit een masterclass volgde. Jooris leverde vier gedichten (of liever gedichtjes), die een enorme stilte en sereniteit uitdragen. Deze sereniteit is deels ook terug te vinden in het oeuvre van de componiste. Daartegenover staat haar stijl van een brede geluidsklank, die zorgt dat die sereniteit een zekere drukte krijgt. De gedichten luiden: Minimal, Density, Op eigen kracht en Lijnen.

## Orkestratie
- sopraan
- dwarsfluit, hobo, klarinet, fagot
- hoorn
- viool, altviool, cello, contrabas
- enige percussie; zoals schuurpapier, rainsticks, triangel en vingerbekkens

## Première
Het werk ging in première op het NYYD Festival van 2003 en werd toen in Tallinn uitgevoerd door het Reval Ensemble met soliste Anu Komsi, alles onder leiding van Risto Joost.

## Bron en discografie
- Uitgave ECM Records: Arianna Saval (sopraan) en NYYD Ensemble o.l.v. Olari Elts
- Lijnen
- Minimal[dode link]
- Informatiecentrum voor Estische muziek (EMIC).